# Moshe Romano
Moshe Romano (en hebreo: משה רומנו‎; Tel Aviv, Mandato británico de Palestina; 6 de mayo de 1946) es un exfutbolista de Israel que jugaba en la posición de delantero.

## Carrera

### Club
| Periodo   | Club              |
| --------- | ----------------- |
| 1964-1968 | Shimshon Tel Aviv |
| 1968-1969 | Beitar Tel Aviv   |
| 1969-1973 | Shimshon Tel Aviv |
| 1973-1980 | Beitar Tel Aviv   |
| 1980-1982 | Hapoel Yehud      |
| 1982-1983 | Beitar Ramla      |

### Selección nacional
Jugó para Israel de 1965 a 1975 con la que anotó cinco goles en 12 partidos, participó en la Copa Asiática 1968 donde fue el goleador del torneo, y en la Copa Mundial de Fútbol de 1970.

## Logros

### Club
- Copa de Israel: 1

1981/82

### Selección nacional
- Copa Asiática

- : 1968

### Individual
- Goleador de la Primera División de Israel en 1965–66, 1969–1970, 1972–1973 y 1974–75.
- Goleador de la Copa Asiática 1968.